# Años 1820
Los años 1820 fue un decenio que comenzó el 1 de enero de 1820 y finalizó el 31 de diciembre de 1829. Durante este decenio sucedió el surgimiento de la Primera Revolución Industrial. La fotografía, el transporte ferroviario y la industria textil se encontraban entre los que se desarrollaron y crecieron en gran medida durante la década, a medida que la tecnología occidental avanzó significativamente. El colonialismo comenzó a ganar terreno en África y Asia, a medida que el comercio entre la entonces dinastía Qing comenzó a abrirse más hacia los comerciantes extranjeros, particularmente desde Europa. A medida que el imperialismo ganó impulso, la oposición de las sociedades afectadas/explotadas resultó en guerras como la Guerra de Java y la Guerra de independencia griega. En un enfoque similar, la resistencia en forma de separatismo y nacionalismo impulsó la independencia de muchos países (particularmente en América del Sur) en todo el mundo, como Grecia, Perú, Brasil y Bolivia.

## Acontecimientos

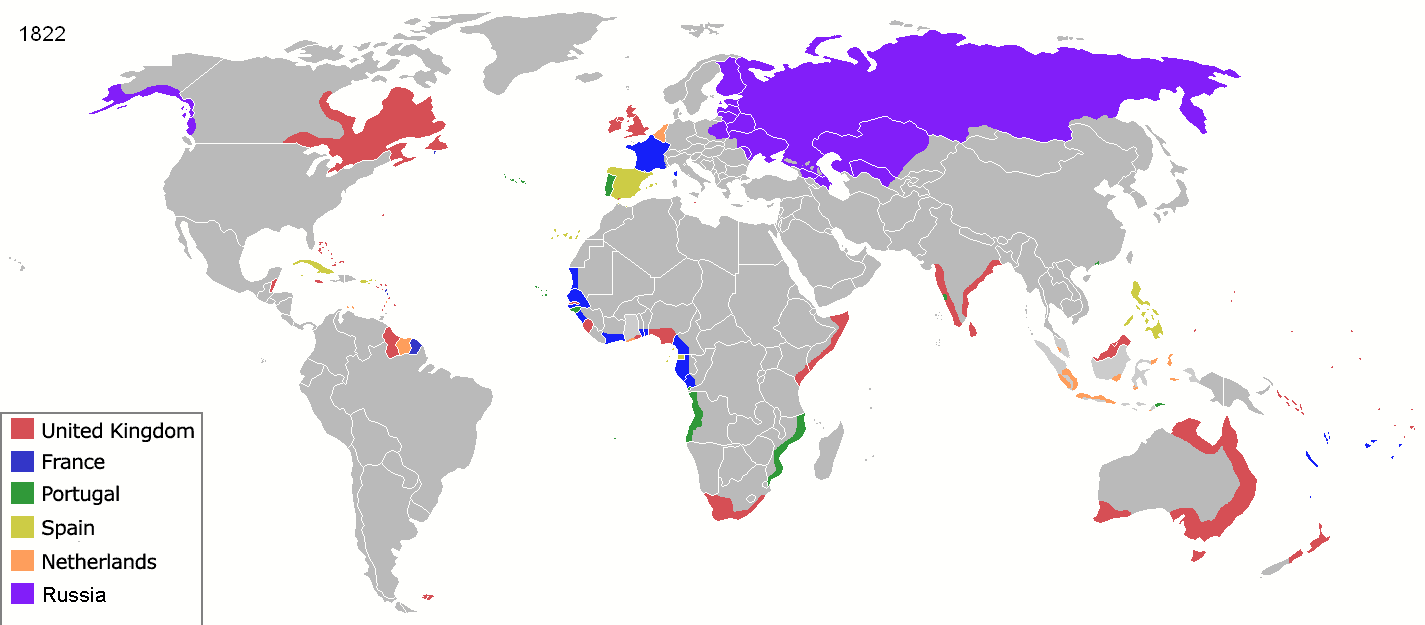
Algunas potencias europeas e imperios coloniales en 1822.

- 1822 - Joseph Nicephore Niepce creó exitosamente el primer heliograbado de la historia.
- 1823 - León XII sucede a Pío VII como papa.
- 1824 - Ludwig van Beethoven estrena su novena sinfonía.
- Creación de la fotografía (véase vista desde la ventana en Le Gras, la fotografía más antigua que se conserva).
- 1829 - Pío VIII sucede a León XII como papa.

## Independencia de los países de América
- 1821:
  - 24 de junio - Con la Batalla de Carabobo concluye la guerra de independencia en Venezuela.
  - 28 de julio - Perú declara su independencia de España (reconocida en 1824).
  - 15 de septiembre - Guatemala, Honduras, El Salvador, Nicaragua y Costa Rica se independizan de España.
  - 27 de septiembre -  Consumación de la Independencia de México.
  - 28 de septiembre - Se firma en México el Acta de Independencia del Imperio Mexicano.
  - 28 de noviembre - Panamá se independiza de España
- 1822:
  - 24 de mayo - Con la victoria en la Batalla de Pichincha al mando del Mariscal Antonio José de Sucre, las tropas libertarias logran la independencia de la República del Ecuador del Imperio Español.
  - 7 de septiembre - Brasil declara su independencia de Portugal.
- 1824:
- 9 de diciembre - Con la Batalla de Ayacucho concluyen las guerras de independencia en América del Sur.
- 1825:
  - 6 de agosto - Proclamación de la independencia de Bolivia
  - 25 de agosto - Uruguay declara su independencia de Brasil (en 1828 se constituye como estado).
- 1826:
  - enero - Se firma el Tratado de Tantauco, que anexiona Archipiélago de Chiloé a Chile y se rinde la Fortaleza del Real Felipe en el puerto del Callao, Perú, terminando con las últimas posesiones del Imperio español en Sudamérica.

## Conflictos armados
- Guerras de independencia hispanoamericanas
- Guerra de independencia de Grecia
- Revuelta decembrista
- Guerra del Brasil
- Guerra grancolombo-peruana
- Guerra ruso-turca (1828-1829)